# Halictus pulvereus
Halictus pulvereus är en biart som beskrevs av Morawitz 1874. Halictus pulvereus ingår i släktet bandbin, och familjen vägbin. Inga underarter finns listade i Catalogue of Life.